# FC 루체른
FC 루체른(독일어: FC Luzern, 프랑스어: FC Lucerne)은 루체른을 연고로 하는 스위스의 스포츠 클럽이다. 프로 축구팀이 가장 유명하며 스위스의 최상위 프로리그 스위스 슈퍼리그에 참가하고 있다. 국내 리그 한 차례와 국내 컵 대회 세차례 우승 경험이 있다.
팀의 상징 색깔은 파란색과 하얀색이며 연고지 루체른과 루체른주에서 온 것이다.

## 주요 경력
- 스위스 슈퍼리그: 우승 1회 (1989)
- 스위스컵: 우승 3회 (1960, 1992, 2021), 준우승 5회 (1997, 2005, 2007, 2012)

## 선수 명단

### 현역
참고: FIFA 자격 규정에 따라 소속된 국가대표팀 국기를 표시합니다. 선수는 복수의 FIFA 비회원국 국적을 가지고 있을 수 있습니다.
| 번호 | 포지션 | 국적     | 이름                  |
| ---- | ------ | -------- | --------------------- |
| 3    | DF     |          | 예스페르 뢰프그렌     |
| 8    | MF     | 세르비아 | 알렉산다르 스탄코비치 |
| 9    | FW     |          | 아드리안 그르비치     |
| 11   | MF     | 코소보   | 도나트 루드하니       |

| 번호 | 포지션 | 국적 | 이름 |
| ---- | ------ | ---- | ---- |

## 역대 감독
| 감독                     | 임기      |
| ------------------------ | --------- |
| 요제프 우리딜            | 1936~1937 |
| 비치케이 베르털런        | 1993      |
| 티모 코니츠카            | 1993~1994 |
| 안드레 에글리            | 1999~2001 |
| 치리아코 스포르차        | 2006~2008 |
| 무라트 야킨              | 2011~2012 |
| 헤라르도 세오아네 (대행) | 2013      |
| 마르쿠스 바벨            | 2014~2018 |
| 헤라르도 세오아네        | 2018      |
| 토마스 헤벨리            | 2019      |
| 파비오 첼레스티니        | 2020~2021 |
| 마리오 프리크            | 2021~     |